# Họ Phỉ nhược thúy
Họ Phỉ nhược thúy (danh pháp khoa học: Velloziaceae) là một họ thực vật hạt kín. Họ này được nhiều nhà phân loại học công nhận.
Hệ thống APG III năm 2009 (không đổi so với hệ thống APG II năm 2003 và hệ thống APG năm 1998) công nhận họ này và đặt nó trong bộ Pandanales của nhánh monocots.

## Phân loại
Phần lớn các nguồn cho rằng họ này chứa khoảng 7-10 chi tại Nam Mỹ, miền nam châu Phi (bao gồm cả Madagascar), bán đảo Ả Rập và Trung Quốc. Họ này chứa khoảng 240-270 loài thực vật thân thảo hay cây bụi ưa khô hạn nhiều hay ít, sống lâu năm. Các chi đa dạng nhất là Vellozia (~105 loài), Barbacenia (~90 loài). Rễ chùm. Lá đơn, mọc so le hay thành vòng xoắn. Hoa lưỡng tính, mọc đơn độc hay thành cụm chứa vài hoa. Quả nang, nứt khi chín. Hạt nhỏ, giàu nội nhũ, chứa tinh bột. 
- Phân họ Acanthochlamydoideae P. C. Kao
  - Acanthochlamys P. C. Kao (đồng nghĩa: Didymocolpus S.C.Chen): 1 loài, mang bao thảo (Acanthochlamys bracteata): Tây nam Trung Quốc (tây Tứ Xuyên, đông Tây Tạng ở độ cao 2.700-3.500 m). Từng được xếp trong họ Amaryllidaceae.
- Phân họ Vellozioideae Rendle: Nam Mỹ và châu Phi (tới bán đảo Ả Rập), đồng nghĩa: Barbaceniaceae Arnott
  - Aylthonia N.L.Menezes. Có thể nhập trong chi Barbacenia.
  - Barbacenia Vand
  - Barbaceniopsis L. B. Sm.. Có thể nhập trong chi Xerophyta.
  - Burlemarxia N.L.Menezes & Semir
  - Nanuza L.B.Sm. & Ayensu
  - Pleurostima Raf.
  - Talbotia Balf. (đồng nghĩa: Talbotiopsis L.B.Sm.). Có thể nhập trong chi Xerophyta.
  - Vellozia Vand: Phỉ nhược thúy
  - Xerophyta Juss.: Hạn sinh tùng bặc

## Phát sinh chủng loài
Cây phát sinh chủng loài dưới đây lấy theo APG III.
|  | Stemonaceae                                                   |
|  |                                                               |
|  | \| \| Pandanaceae \| \| \| \| \| \| Cyclanthaceae \| \| \| \| |
|  |                                                               |
|  | Pandanaceae                                                   |
|  |                                                               |
|  | Cyclanthaceae                                                 |
|  |                                                               |

|  | Pandanaceae   |
|  |               |
|  | Cyclanthaceae |
|  |               |

|  | Stemonaceae                                                   |
|  |                                                               |
|  | \| \| Pandanaceae \| \| \| \| \| \| Cyclanthaceae \| \| \| \| |
|  |                                                               |
|  | Pandanaceae                                                   |
|  |                                                               |
|  | Cyclanthaceae                                                 |
|  |                                                               |

|  | Pandanaceae   |
|  |               |
|  | Cyclanthaceae |
|  |               |